# Panagrolaimus davidi
Panagrolaimus davidi is een rondwormensoort uit de familie van de Panagrolaimidae. De wetenschappelijke naam van de soort is voor het eerst geldig gepubliceerd in 1971 door Timm.